# Маллиган стью
Маллиган-стью (англ. Mulligan stew), также известное как хобо-стью — стью или рагу, которое готовили американские бродяги в начале 1900-х годов.
Другой вариант Маллиган-стью — это «общинное стью»: приготовленное несколькими бездомными бродягами или хобо путем комбинирования любой еды, которая у них есть. Общинные стью часто готовили в «hobo jungles» (место у железной дороги, где бродяги собираются и разбивают лагерь) или на мероприятиях, призванных помочь бездомным.
Маллиган-стью в широком смысле определяется как стью, приготовленное из всяких остатков или любых доступных ингредиентов. Описание маллиган-стью появилось в газете за 1900 год:
 Другой присутствовавший путешественник описал операцию по изготовлению «маллигана». Его готовили пять или шесть бомжей. Один разжигает огонь и мешает банку. Другой должен добывать мясо; ещё нужна картошка; один человек поклялся добыть хлеб, а третий должен принести лук, соль и перец. Если можно украсть курицу, тем лучше. Весь набор продуктов помещается в банку и кипятится до готовности. Если одному из мужчин удастся достать «Java», устрицы могут быть использованы как ёмкости для кофе, и это тоже ставится на огонь до кипения. Между прочим, можно упомянуть, что калифорнийские бродяги всегда кладут в свой кофе «бекас», чтобы придать ему нежный янтарный цвет и добавить аромата. «Бекас» — это окурок сигары, которую курильщики бросают на улицу. У всех бродяг в карманах есть большое количество бекасов, как для жевания, так и для курения. «Стью нищего» — это «маллиган» безо всякого мяса. 

## Ингредиенты
«Маллиган» — термин, обозначающий ирландца, а Маллиган-стью — это просто ирландское стью или ирландское рагу, которое включает в себя мясо, картофель, овощи и все остальное, что можно выпросить, собрать, найти или украсть. Местный вариант в Аппалачах — бургу, который может содержать такие доступные ингредиенты, как опоссум или белка. Требуются только горшок и огонь. Бродяга, который все это собирал, был известен как «mulligan mixer».
Во время Великой депрессии бездомные (бродяги) спали в «джунглях бродяг» (hobo jungle). Традиционно в «джунглях» был большой костёр и горшок, в который каждый человек клал часть своей еды, чтобы создать общее блюдо, которое, был бы более вкусным и разнообразным, чем его первоначальная порция.